# Paulo Futre
Paulo Jorge dos Santos Futre (sinh ngày 28 tháng 2 năm 1966) là một cựu cầu thủ bóng đá người Bồ Đào Nha từng thi đáu ở vị trí tiền đạo.

## Thống kê sự nghiệp

### Câu lạc bộ
Số lần ra sân và bàn thắng theo câu lạc bộ, mùa giải và giải đấu.
| Câu lạc bộ          | Mùa giải            | Giải đấu            | Giải đấu | Giải đấu | Cúp quốc gia | Cúp quốc gia | Cúp liên đoàn | Cúp liên đoàn | Châu Âu | Châu Âu | Khác | Khác | Tổng cộng | Tổng cộng |
| Câu lạc bộ          | Mùa giải            | Hạng đấu            | Trận     | Bàn      | Trận         | Bàn          | Trận          | Bàn           | Trận    | Bàn     | Trận | Bàn  | Trận      | Bàn       |
| ------------------- | ------------------- | ------------------- | -------- | -------- | ------------ | ------------ | ------------- | ------------- | ------- | ------- | ---- | ---- | --------- | --------- |
| Sporting CP         | 1983–84             | Primeira Divisão    | 21       | 3        | 5            | 0            | —             | —             | 3       | 0       | —    | —    | 29        | 3         |
| Porto               | 1984–85             | Primeira Divisão    | 30       | 6        | 7            | 2            | —             | —             | 2       | 1       | 4    | 1    | 43        | 10        |
| Porto               | 1985–86             | Primeira Divisão    | 26       | 7        | 4            | 1            | —             | —             | 3       | 0       | 2    | 0    | 35        | 8         |
| Porto               | 1986–87             | Primeira Divisão    | 25       | 10       | 4            | 1            | —             | —             | 9       | 2       | 2    | 2    | 40        | 15        |
| Porto               | Tổng cộng           | Tổng cộng           | 81       | 23       | 15           | 4            | —             | —             | 14      | 3       | 8    | 3    | 118       | 33        |
| Atlético Madrid     | 1987–88             | La Liga             | 35       | 8        | 4            | 1            | —             | —             | —       | —       | —    | —    | 39        | 9         |
| Atlético Madrid     | 1988–89             | La Liga             | 28       | 5        | 7            | 0            | —             | —             | 2       | 1       | —    | —    | 37        | 6         |
| Atlético Madrid     | 1989–90             | La Liga             | 27       | 10       | 2            | 0            | —             | —             | 2       | 0       | —    | —    | 31        | 10        |
| Atlético Madrid     | 1990–91             | La Liga             | 26       | 3        | 6            | 1            | —             | —             | 2       | 0       | —    | —    | 34        | 4         |
| Atlético Madrid     | 1991–92             | La Liga             | 31       | 6        | 6            | 5            | —             | —             | 6       | 5       | 0    | 0    | 43        | 16        |
| Atlético Madrid     | 1992–93             | La Liga             | 16       | 6        | 0            | 0            | —             | —             | 3       | 1       | 2    | 0    | 21        | 7         |
| Atlético Madrid     | Tổng cộng           | Tổng cộng           | 163      | 38       | 25           | 7            | —             | —             | 15      | 7       | 2    | 0    | 205       | 52        |
| Benfica             | 1992–93             | Primeira Divisão    | 11       | 3        | 2            | 2            | —             | —             | 0       | 0       | —    | —    | 13        | 5         |
| Marseille           | 1993–94             | Ligue 1             | 8        | 2        | 0            | 0            | 0             | 0             | —       | —       | —    | —    | 8         | 2         |
| Reggiana            | 1993–94             | Serie A             | 1        | 1        | 0            | 0            | —             | —             | —       | —       | —    | —    | 1         | 1         |
| Reggiana            | 1994–95             | Serie A             | 12       | 4        | 1            | 0            | —             | —             | —       | —       | —    | —    | 13        | 4         |
| Reggiana            | Tổng cộng           | Tổng cộng           | 13       | 5        | 1            | 0            | —             | —             | —       | —       | —    | —    | 14        | 5         |
| AC Milan            | 1995–96             | Serie A             | 1        | 0        | 0            | 0            | —             | —             | 0       | 0       | —    | —    | 1         | 0         |
| West Ham United     | 1996–97             | Premier League      | 9        | 0        | 0            | 0            | 0             | 0             | —       | —       | —    | —    | 9         | 0         |
| Atlético Madrid     | 1997–98             | La Liga             | 10       | 0        | 0            | 0            | —             | —             | 0       | 0       | —    | —    | 10        | 0         |
| Yokohama Flügels    | 1998                | J.League            | 13       | 3        | 0            | 0            | 3             | 0             | —       | —       | —    | —    | 16        | 3         |
| Tổng cộng sự nghiệp | Tổng cộng sự nghiệp | Tổng cộng sự nghiệp | 330      | 77       | 48           | 12           | 3             | 0             | 32      | 10      | 10   | 3    | 423       | 103       |

1. ↑  Bao gồm Taça de Portugal, Copa del Rey, Coppa Italia, Emperor's Cup
2. ↑  Bao gồm Coupe de la Ligue, League Cup, J.League Cup
3. 1 2 3 4  Số lần ra sân tại UEFA Cup
4. 1 2 3  Số lần ra sân tại UEFA Cup Winners' Cup
5. 1 2 3  Số lần ra sân tại Supertaça Cândido de Oliveira
6. 1 2  Số lần ra sân tại UEFA Champions League
7. ↑  Số lần ra sân tại Supercopa de España

### Quốc tế
Số lần ra sân và bàn thắng của đội tuyển quốc gia được liệt kê theo năm.
| Bồ Đào Nha | Bồ Đào Nha | Bồ Đào Nha |
| Năm        | Trận       | Bàn        |
| ---------- | ---------- | ---------- |
| 1983       | 1          | 0          |
| 1984       | 4          | 0          |
| 1985       | 4          | 1          |
| 1986       | 4          | 0          |
| 1987       | 2          | 0          |
| 1988       | 1          | 0          |
| 1989       | 4          | 1          |
| 1990       | 1          | 0          |
| 1991       | 8          | 2          |
| 1992       | 3          | 0          |
| 1993       | 8          | 2          |
| 1994       | 0          | 0          |
| 1995       | 1          | 0          |
| Tổng cộng  | 41         | 6          |

### Bàn thắng quốc tế
Tỷ số và kết quả liệt kê số bàn thắng của Bồ Đào Nha trước, cột tỷ số hiển thị số điểm sau mỗi bàn thắng của Futre.
| No. | Ngày                 | Địa điểm                                         | Đối thủ  | Bàn thắng | Kết quả | Giải đấu                      |
| --- | -------------------- | ------------------------------------------------ | -------- | --------- | ------- | ----------------------------- |
| 1   | 30 tháng 1 năm 1985  | Estádio José Alvalade, Lisbon, Bồ Đào Nha        | România  | 1–0       | 2–3     | Giao hữu                      |
| 2   | 20 tháng 9 năm 1989  | Sân vận động Maladière, Neuchâtel, Thụy Sĩ       | Thụy Sĩ  | 1–1       | 2–1     | Vòng loại FIFA World Cup 1990 |
| 3   | 23 tháng 1 năm 1991  | Sân vận động Olympic, Athens, Hy Lạp             | Hy Lạp   | 2–1       | 2–3     | Vòng loại UEFA Euro 1992      |
| 4   | 9 tháng 2 năm 1991   | Sân vận động Quốc gia, Ta' Qali, Ta' Qali, Malta | Malta    | 1–0       | 1–0     | Vòng loại UEFA Euro 1992      |
| 5   | 28 tháng 4 năm 1993  | Estádio da Luz, Lisbon, Bồ Đào Nha               | Scotland | 3–0       | 5–0     | Vòng loại FIFA World Cup 1994 |
| 6   | 10 tháng 10 năm 1993 | Estádio da Luz, Lisbon, Bồ Đào Nha               | Estonia  | 1–0       | 3–0     | Vòng loại FIFA World Cup 1994 |

## Danh hiệu
Porto
- Primeira Liga: 1984–85, 1985–86[3]
- Supertaça Cândido de Oliveira: 1984, 1986[3]
- European Cup: 1986–87[3]

Atlético Madrid
- Copa del Rey: 1990–91, 1991–92[3]

Benfica
- Taça de Portugal: 1992–93[3]

AC Milan
- Serie A: 1995–96[3]

Cá nhân
- Cầu thủ Bồ Đào Nha của năm: 1986, 1987[4]
- Quả bóng bạc Châu Âu: 1987
- World Soccer: Tạp chí 100 Cầu thủ bóng đá vĩ đại nhất mọi thời đại[5]